# デビッド・トッド・ウィルキンソン
デビッド・トッド・ウィルキンソン（英: David Todd Wilkinson, 1935年5月13日 - 2002年9月5日）はアメリカ合衆国の宇宙物理学者。現代宇宙論における世界的なパイオニアで、特にビッグバンからの宇宙マイクロ波背景放射の研究で知られている。
ミシガン州のヒルズデール生まれ。ミシガン大学にて物理学者のH・リチャード・クレイン指導の下、物理学の博士号を修得した。
1965年から退職年の2002年まで、プリンストン大学の物理学教授を務める。彼はNASAの二つの人工衛星（COBE、WMAP）も含め、数多くの大型CMB実験に貢献した。なお、WMAPは打ち上げ後に彼が亡くなったため、彼の名がつけられた。
2001年、ジェームズ・クレイグ・ワトソン・メダルを受賞。